# Lifeboat (Stargate SG-1)
Lifeboat (Bote Salvavidas) es el sexto episodio de la séptima temporada de la serie de televisión de ciencia ficción Stargate SG-1, y el episodio N.º 138 de toda la serie.

## Trama
Mientras exploran un planeta, el SG-1 encuentra una nave espacial extraterrestre estrellada, repleta de vainas criogénicas, en donde sus tripulantes, humanos, se hallan dormidos. Al continuar revisando más la nave, Daniel se topa con una vaina que ha dejado de funcionar, y entonces todo el SG-1 es atacado por una de onda de energía de algún tipo, que los deja inconscientes.
Sin embargo, Teal'c logra despertarse y trae a Daniel de vuelta al CSG, donde pronto descubren que varias mentes alienígenas están dentro de él. Carter y O'Neill son también luego rescatados, pero no presentan signos de que tener conciencias en sus cabezas.
La Doctora Fraiser intenta hablar con las personas dentro de Daniel, quienes resultan ser tripulantes de la nave, para averiguar porque sucedió eso. En tanto, Hammond envía al resto del SG-1 de regreso a la nave también para investigar que lo provocó.
Descubren que las mentes de los pasajeros se almacenaban en la computadora de la nave, pero que la fuente de energía se estaba agotando, y en algún momento llegaría a un punto en donde no habría energía suficiente para devolver las mentes a sus respectivos cuerpos congelados. Lo que sucedió a Daniel pudo ser un intento para preservar esas mentes, pero alguien debió hacerlo. Pronto, logran capturar al responsable; un tripulante que fue despertado por la computadora cuando los sistemas empezaron a fallar, y que al igual que Daniel tiene dentro suyo las consciencias de otras personas. Él les explica que su mundo, Talthus, estaba a punto de ser destruido, y que por ello, crearon varias naves para trasladar a la población a un nuevo mundo, Ardena. Finalmente, el tripulante accede a sacar las mentes dentro de Daniel, a cambio de que SG-1 provea un generador Naquadah para repotenciar la nave, y llevar a sus pasajeros a su planeta de destino, ya sea por el Portal o usando la misma nave.

## Recepción
- En 2004, Michael Shanks ganó el Premio Leo "Mejor Interpretación Principal Masculina en una Serie Dramática", por su actuación en este episodio.[3]

## Artistas invitados
- Teryl Rothery como la Dra. Fraiser.
- James Parks como Pharrin.
- Travis Webster como Tryan.
- Ryan Drescher como el joven Keenin.
- Gary Jones como Walter Harriman
- Kimberly Unger como Enfermera.
- Rob Hayter como Camillero.
- Colin Corrigan como Líder del Equipo.